# Doreen Blumhardt

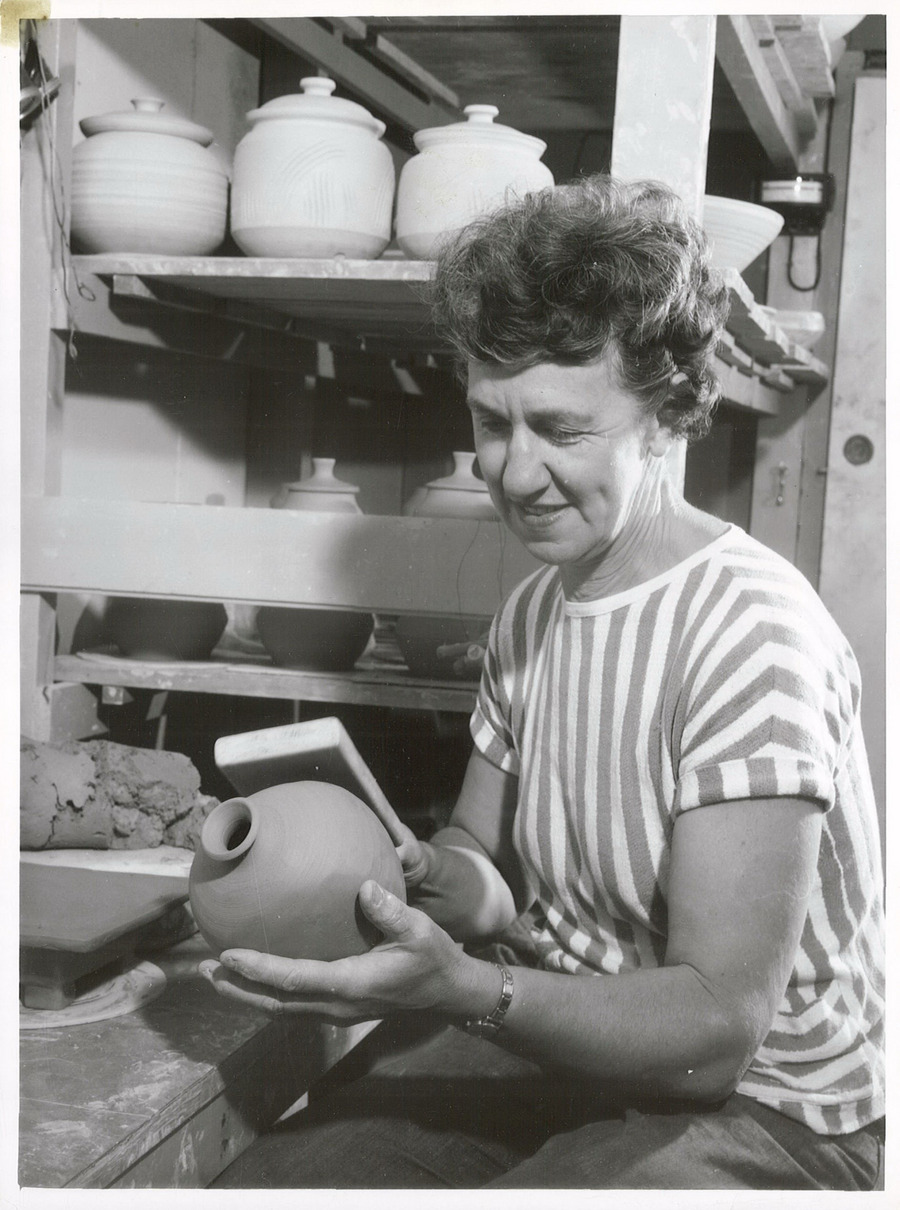
Doreen Blumhardt mit einem gerade gefertigten Krug

Vera Doreen Blumhardt ONZ DNZM CBE (* 7. März 1914 in Whangarei, Neuseeland; † 17. Oktober 2009 Wellington, Neuseeland) war eine neuseeländische Töpferin, Keramikerin und Kunstpädagogin. Sie war Leiterin der Kunstabteilung am Wellington College of Education.

## Leben und Werk

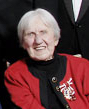
Doreen Blumhardt am 20. Juni 2007

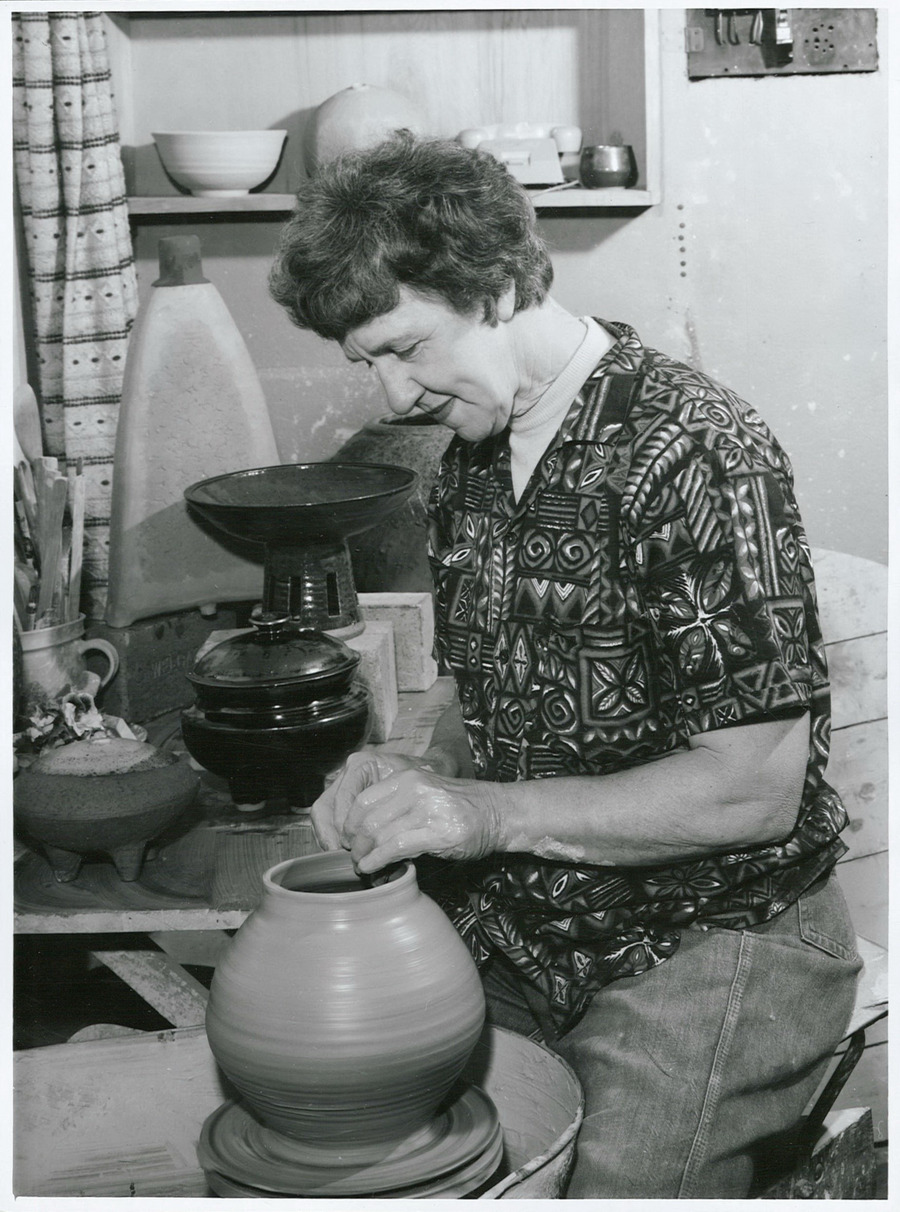
Doreen Blumhardt an ihrer Töpferscheibe in Wellington. Fotografiert von W. Neill, Mai 1969

Blumhardt war das dritte Kind des in Deutschland geborenen Amateurbotanikers David Blumhardt und seiner Frau Wilhelmina Elisabeth Magdalene (Minna) Hartdegen, die eine kleine Farm 10 Kilometer von Whangarei entfernt betrieben. Ihre Muttersprache war Deutsch und Englisch lernte sie erst, als sie die Whareora-Schule mit 15 Schülern besuchte. Die Farm wurde während der Depression verkauft und die Familie zog zu zwei Schwestern ihrer Mutter in Whangarei. Sie besuchte dort die Whangarei High School. Da die Lehrerausbildungsstätten aufgrund der Wirtschaftskrise geschlossen wurden, studierte sie anschließend am Canterbury College of Art in Christchurch. Ab 1937 besuchte sie ein Lehrerausbildungsprogramm am Christchurch Teachers’ Training College und studierte Deutsch und Pädagogik am Canterbury University College. 1939 verlängerte sie ihr Studium, das sich speziell auf die Kunst- und Handwerksausbildung konzentrierte, um ein weiteres Jahr.
Bei Ausbruch des Zweiten Weltkriegs wurde ihr Vater im September 1939 auf Matiu/Somes Island im Hafen von Wellington interniert. Im Gegensatz zu ihrem Bruder durfte sie weiterhin unterrichten. Von 1940 bis 1941 unterrichtete sie als Kunstlehrerin an der Nelson Central School. 1941 wurde sie an das Christchurch Teachers’ Training College berufen, um den Leiter der Kunstabteilung während seines aktiven Dienstes zu ersetzen. In ihrer Freizeit trat sie in die Transportabteilung des Roten Kreuzes ein und erwarb einen Führerschein für den Schwerverkehr und Krankenwagen.
1942 lernte sie den Bildungsdirektor C. E. Beeby kennen, der jemanden suchte, der ein Kunst- und Handwerksprogramm für Grundschulen im ganzen Land umsetzen sollte. Bis zu diesem Zeitpunkt galt Kunsterziehung als nebensächlich im Lehrplan, und es standen nur wenige ausgebildete Lehrer zur Verfügung. Beeby lud sie ein, eine neue Stelle in Wellington anzunehmen und ein landesweites Kunst- und Handwerksausbildungsprogramm zu entwickeln.

## Entwicklung der Kunst- und Handwerksausbildung
1942 erhielt sie die Position der nationalen Beraterin für Kunst und Handwerk. Sie nutzte die Waterloo School, um einen nationalen Lehrplan für Kunst und Handwerk zu erproben. Während der Kriegszeit gab es nur wenig Materialien, so dass sie vielfach improvisieren musste. Sie leitete einwöchige Kurse für örtliche Grundschullehrer in Malen, Tonmodellieren, Weben. Nachdem Beeby und der Bildungsminister Peter Fraser sie am Ende ihres ersten Schuljahres an der Waterloo School besucht hatten, wurde sie gebeten, das Schulprogramm zu einem nationalen Lehrerausbildungskurs weiterzuentwickeln. Sie führte dann Schulungen im ganzen Land durch.
1948 genehmigte ihr Beeby einen einjährigen Urlaub, damit sie nach England und Europa reisen konnte, um neues Wissen und Erfahrungen zu sammeln. Sie verbrachte drei Monate am Brighton College of Art. Beeby bat sie und Professor James Shelley, Neuseeland auf einer UNESCO-Konferenz zur Kunst- und Handwerksbildung in Paris zu vertreten. Sie nahm auch an einer internationalen Ausstellung für Kinderkunst in Mannheim teil.
Anfang 1951 kehrte sie nach Neuseeland zurück und war die folgenden 21 Jahre lang Leiterin der Kunstabteilung am Wellington Teachers’ College. Sie lebte ab 1955 mit ihrer Freundin Freda Anderson, einer Bibliothekarin der Nationalbibliothek, in einem von dem Architekten Anthony Treadwell entworfenen Haus im Wellingtoner Vorort Northland.

## Tätigkeit als Keramikerin
Ab den frühen 1950er Jahren beschäftigte sie sich mit Keramik. 1952 kaufte sie einen kleinen Elektroofen für das College, und 1957 halfen ihr Barry Brickell und Helen Mason bei dem Bau des ersten Steinzeugofens des Colleges. Die von ihr hergestellten Töpfe wurden im College-Ofen gebrannt, bis Roy Cowan Ende der 1950er Jahre in ihrem Haus einen Ofen für sie entwarf und baute.
In den späten 1950er Jahren wuchs das Interesse an Töpferwaren in Neuseeland und es fanden viele Abendkurse statt. Bald fanden auch regelmäßig Töpferausstellungen statt, und Einfuhrlizenzbeschränkungen trugen dazu bei, einen Markt für lokal hergestellte Töpferwaren zu schaffen. 1957 nahm sie zusammen mit fünfzehn anderen Töpfern an Neuseelands erster nationaler Töpferausstellung teil. Sie war 1958 Mitbegründerin der Zeitschrift New Zealand Potter und war Mitglied der New Zealand Society of Potters, die 1963 gegründet wurde. 1968 wurde sie Präsidentin der New Zealand Society of Potters.
Sie pflegte auch Kontakte zu Töpfern in anderen Ländern. 1962 besuchte sie der britische Töpfer Bernard Leach für drei Wochen, während er Vorführungen gab. Nach ihrer Reise nach Japan im Jahr 1962 fertigte sie eine Reihe von Plattenflaschen an und baute Arbeitsbeziehungen zu verschiedenen japanischen Töpfermeistern auf wie Hamada Shōji, Fujiwara Kei und Takeichi Kawai. Blumhardt ermutigte sie, Workshops in Neuseeland zu veranstalten. 1969 berief John Marshall sie in das Beratungsgremium für den neuseeländischen Pavillon auf der Expo ’70 in Osaka, Japan.

## Aktivitäten im Ruhestand
Im Alter von 58 Jahren ging sie in den Vorruhestand. Sie reiste viel und engagierte sich in der Kunstverwaltung, unter anderem half sie beim Aufbau des Crafts Council of New Zealand.
1976 veranstaltete sie ihre erste Einzelausstellung in der Dowse Gallery in Lower Hutt. Zu ihren Aufträgen aus diesen Jahren gehörten drei Keramikbrunnen, ein Tafelservice für einen ausländischen Konsul und eine Keramikwand für die Christian-Science-Kirche in Wellington, für die sie 400 Fliesen entwarf und herstellte. In späteren Jahren vollendete Blumhardt eine Reihe großer Aufträge, darunter 1992 die Verkleidung mit Keramikfliesen des Denkmals für Richard Evelyn Byrd auf dem Mount Victoria, dessen Kacheln das Polarlicht darstellen.
1975 schrieb sie das von Brian Brake illustrierte Buch New Zealand Potters: Their Work and Words. Ein weiteres Buch mit Brake, Craft New Zealand, wurde 1982 mit dem Watties Book Award ausgezeichnet. Die New Zealand Academy of Fine Arts veranstaltete 1991 eine Retrospektivausstellung von ihren Werken. Begleitend zur Ausstellung wurde eine Broschüre mit dem Titel Doreen Blumhardt: teacher & potter veröffentlicht.
2002 übergab sie ihre Sammlung mit eigenen Werken und im In- und Ausland erworbenen Stücken der Dowse Gallery. Im folgenden Jahr gründete sie die Doreen Blumhardt Foundation.
Blumhardt starb 2009 im Alter von 95 Jahren in Wellington.

## Ehrungen (Auswahl)
- 1981: Commander of the Order of the British Empire (CBE)
- 1981: Fellow der Royal Society of Arts
- 1989: Governor General’s Art Award
- 1991: Ehrendoktorwürde in Literatur, Victoria University of Wellington
- 1991: Governor General’s Art Award
- 2003: Distinguished Companion of the New Zealand Order of Merit (DCNZM)[6]
- 2007: Mitglied des New Zealand Order of Merit Order of New Zealand (ONZ)
- 2009: Dame New Zealand Order of Merit[7]
- New Zealand Society of Potters, lebenslange Mitgliedschaft
- Wellington Potters’ Association, lebenslange Mitgliedschaft
- Crafts Council of New Zealand, lebenslange Mitgliedschaft
- New Zealand Academy of Fine Arts, lebenslange Mitgliedschaft

## Veröffentlichungen (Auswahl)
- mit B. Brake: New Zealand potters: their work and words. Wellington, 1976, ISBN 978-0-589-00953-3.
- mit B. Brake: Craft New Zealand: the art of the craftsman. Wellington, 1981.
- mit M. McLeod: Doreen Blumhardt: teacher & potter. Wellington, 1991, ISBN 978-0-908896-05-9.